# Prattville (Alabama)
Prattville è una città dell'Alabama, situata nella contea di Autauga, e parzialmente nella contea di Elmore. La popolazione al censimento del 2000 era di 24.303 abitanti. La stima dell'U.S. Census Bureau relativa al 2006 è di 31.119 abitanti. La città è capoluogo di contea della contea di Autauga. Viene chiamata "The Fountain City" a causa della presenza di molti pozzi artesiani nella zona. La città è stata fondata nel 1839 dall'industriale ed architetto Daniel Pratt.
Prattville è la città natale del cantante soul e R&B Wilson Pickett.

## Città e paesi vicini
- Millbrook
- Coosada
- Deatsville
- Elmore
- Montgomery
- Autaugaville
- Lowndesboro
- Wetumpka

## Geografia fisica
Prattville è situata a 32°27'32.886" N, 86°27'4.698" O. L'U.S. Census Bureau certifica che la città occupa un'area totale di 61,90 km², di cui 60,00 km² composti da terra e i rimanenti 1,90 km² composti da acque interne.

## Società

### Evoluzione demografica
Al censimento del 2000, risultano 24.303 abitanti, 8.939 nuclei familiari e 6.918 famiglie residenti in città. La densità della popolazione è di 405,00 ab./km². Ci sono 9.562 alloggi con una densità di 159,30/km². La composizione etnica della città è 83,09% bianchi, 14,42% neri o afroamericani, 0,42% nativi americani, 0,64% asiatici, 0,05% isolani del Pacifico, 0,53% di altre razze, e 0,84% meticci. L'1,71% della popolazione è ispanica.
Degli 8.939 nuclei familiari, il 38,90% ha figli di età inferiore ai 18 anni che vivono in casa, il 60,60% sono coppie sposate che vivono assieme, il 13,40% è composto da donne con marito assente, e il 22,60% sono non-famiglie. Il 19,90% di tutti i nuclei familiari è composto da singoli e il 7,5% da singoli con più di 65 anni di età. La dimensione media di un nucleo familiare è di 2,70 componenti mentre la dimensione media di una famiglia è di 3,10.
La suddivisione della popolazione per fasce d'età è la seguente: 28,50% sotto i 18 anni, 7,70% dai 18 ai 24, 31,00% dai 25 ai 44, 22,30% dai 45 ai 64, e 10,60% oltre i 65 anni. L'età media è 36 anni. Per ogni 100 donne ci sono 91,3 uomini. Per ogni 100 donne sopra i 18 anni ci sono 87,5 uomini.
Il reddito medio di un nucleo familiare è di 45.725$, mentre per le famiglie è di 51.774$. Gli uomini hanno un reddito medio di 36.677$ contro i 22.978$ delle donne. Il reddito pro capite della città è di 19.832$. L'8,3% della popolazione e il 6,4% delle famiglie è sotto la soglia di povertà. Sul totale della popolazione, il 9,3% dei minori di 18 anni e il 9,2% di chi ha più di 65 anni vive sotto la soglia di povertà.